# Dorothy Malone
Dorothy Eloise Maloney (Chicago, 30 januari 1924 – Dallas, 19 januari 2018) was een Amerikaans actrice. Ze won in 1957 een Oscar voor Beste Vrouwelijke Bijrol in Written on the Wind. Ze is ook bekend van haar rol van Constance MacKenzie in de soapserie Peyton Place.

## Biografie
Toen de familie Maloney verhuisde naar Texas begon de jonge Dorothy er te werken als kindmodel en actrice. Toen ze studeerde aan een universiteit, werd Malone ontdekt en kreeg ze een filmcontract bij RKO Radio Pictures. Hier maakte ze haar filmdebuut in 1943. Ze speelde aan het begin van haar carrière voornamelijk bijrollen in B-films. Toch had ze zo nu en dan rollen in memorabele films, zoals The Big Sleep (1946) en Night and Day (1946).

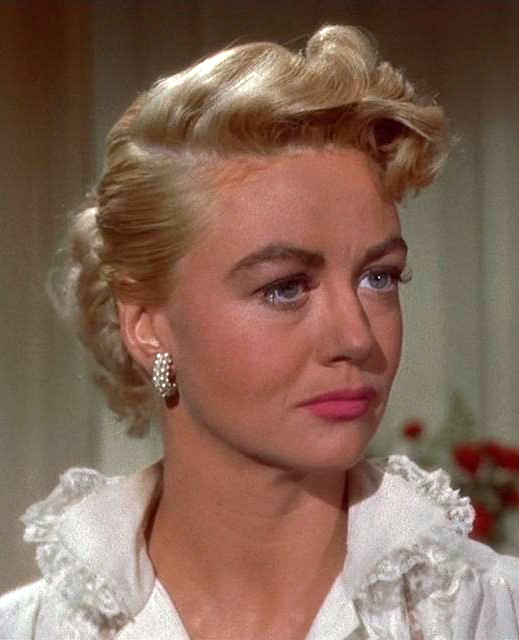
Dorothy Malone in Written on the Wind (1956)

In 1956 transformeerde Malone zichzelf in een blondine en was ze tegenover Rock Hudson, Robert Stack en Lauren Bacall te zien in het drama Written on the Wind van Douglas Sirk. Hiervoor won ze een Academy Award voor Beste Vrouwelijke Bijrol. Dit zorgde voor een stijgende populariteit en rollen in meer bekende films, zoals Man of a Thousand Faces (1957), het drama The Tarnished Angels (1957) waarin Sirk haar voor de tweede keer castte naast Rock Hudson en Robert Stack, de western Warlock (1959) waarin maar liefst drie mannen haar omringden (Henry Fonda, Richard Widmark en Anthony Quinn), The Last Voyage (1960) en Beach Party (1963).
Malone maakte haar televisiedebuut in 1964 met de rol van Constance MacKenzie in de soapserie Peyton Place. Haar laatste filmrol speelde ze in de Hollywoodfilm Basic Instinct (1992).
Malone heeft een ster op de Hollywood Walk of Fame.
Malone overleed in 2018 op 93-jarige leeftijd.

## Filmografie (selectie)
- 1946 - The Big Sleep (Howard Hawks)
- 1946 - Night and Day (Michael Curtiz)
- 1948 - One Sunday Afternoon (Raoul Walsh)
- 1949 - Colorado Territory (Raoul Walsh)
- 1954 - Young at Heart (Gordon Douglas)
- 1954 - Pushover (Richard Quine)
- 1954 - Private Hell 36 (Don Siegel)
- 1955 - Battle Cry (Raoul Walsh)
- 1955 - The Fast and the Furious (John Ireland)
- 1955 - Five Guns West (Roger Corman)
- 1955 - Artists and Models (Frank Tashlin)
- 1955 - At Gunpoint (Alfred L. Werker)
- 1956 - Pillars of the Sky (George Marshall)
- 1956 - Written on the Wind (Douglas Sirk)
- 1957 - Man of a Thousand Faces (Joseph Pevney)
- 1957 - Tip on a Dead Jockey (Richard Thorpe)
- 1957 - The Tarnished Angels (Douglas Sirk)
- 1959 - Warlock (Edward Dmytryk)
- 1960 - The Last Voyage (Andrew L. Stone)
- 1961 - The Last Sunset (Robert Aldrich)
- 1963 - Beach Party (William Asher)
- 1979 - Winter Kills (William Richert)
- 1992 - Basic Instinct (Paul Verhoeven)

## Externe links

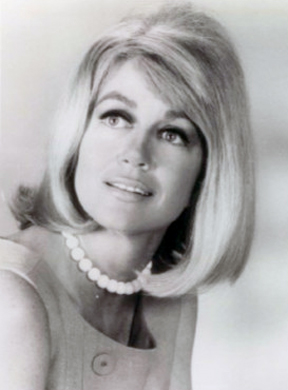
Dorothy Malone in Peyton Place